# 西村·贝森大院
西村·贝森大院常被称为西村大院，位于中国四川省成都市，是中国建筑师刘家琨旗下家琨建筑设计事务所设计的一座非传统城市综合体。它三面由建筑围合，一面为巨型立体跑道，中庭为体育设施和综合景观，汲取了四川盆地和中国传统围合式院落藻井的设计理念。建筑体量135552平方米，5-6层，高24米。建筑理念为“当代手法、历史记忆”，采用“低技策略”建造，强调对社区聚落集体性的诗意隐喻，又在外观上施行了功能主义的客观性。该综合体在2016年被推选为当年威尼斯建筑双年展主题馆。

## 设计

西村·贝森大院图库
西村·贝森大院内庭全景图
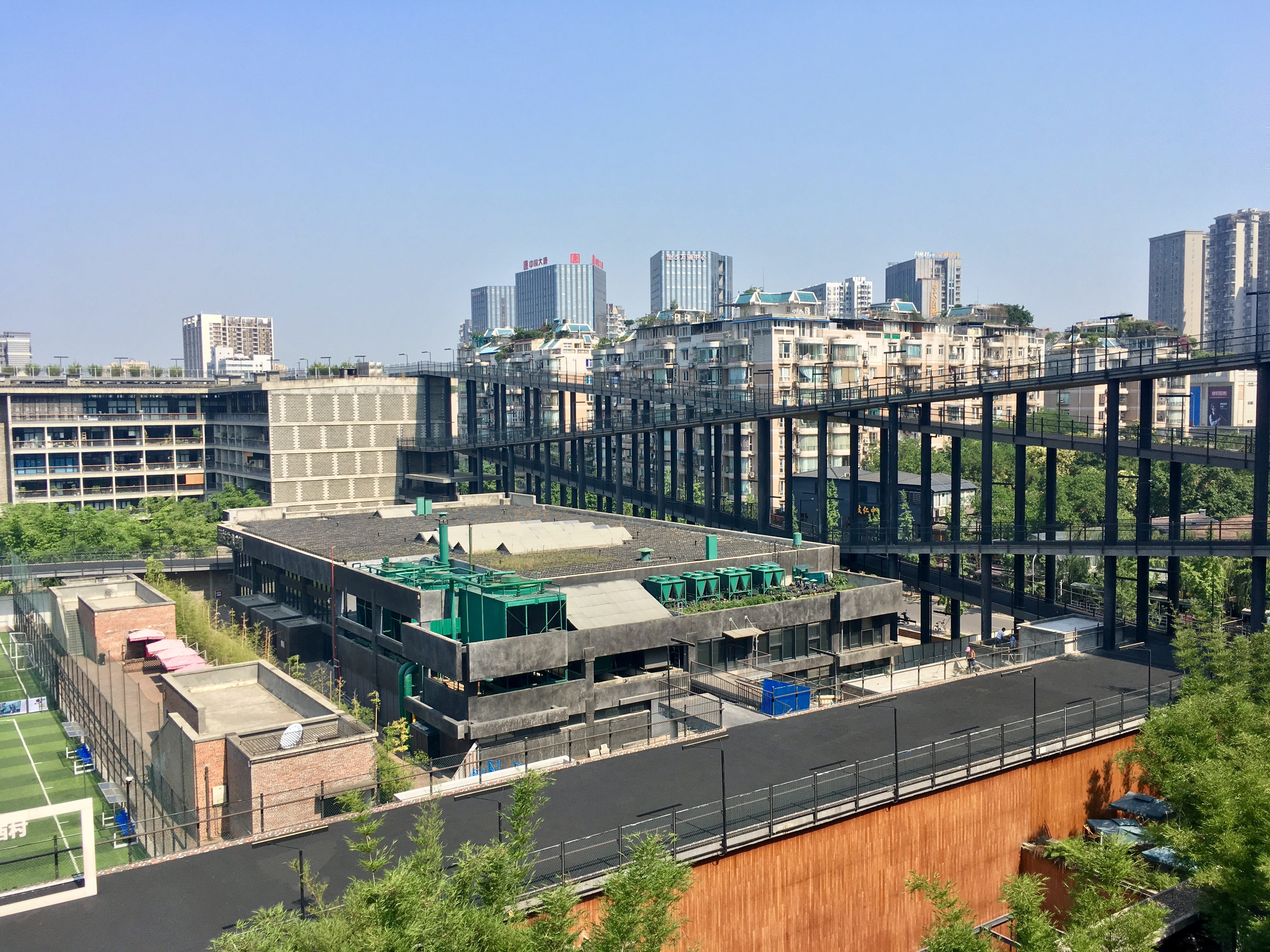
西村大院北面的立体跑道
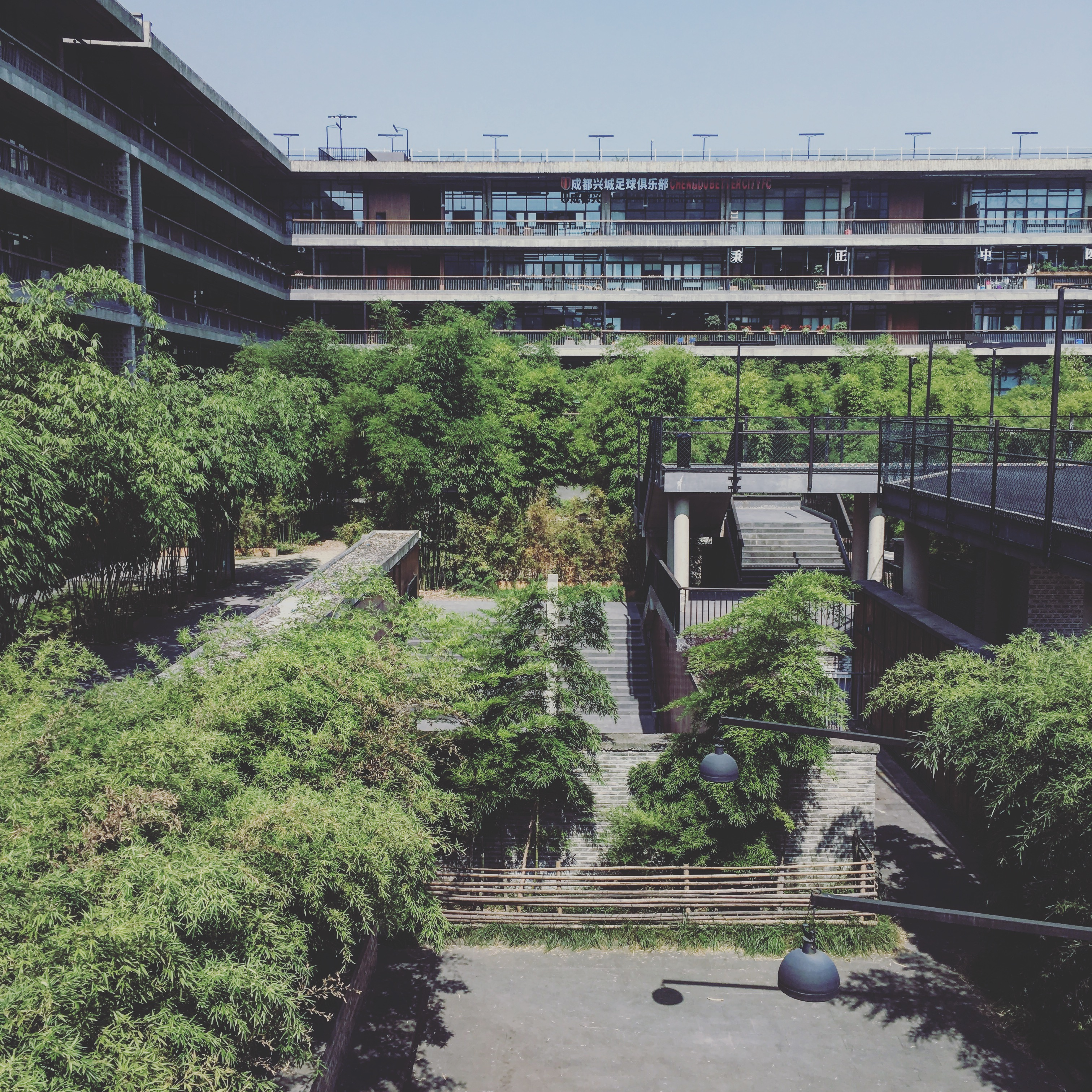
西村大院的园林和二号楼
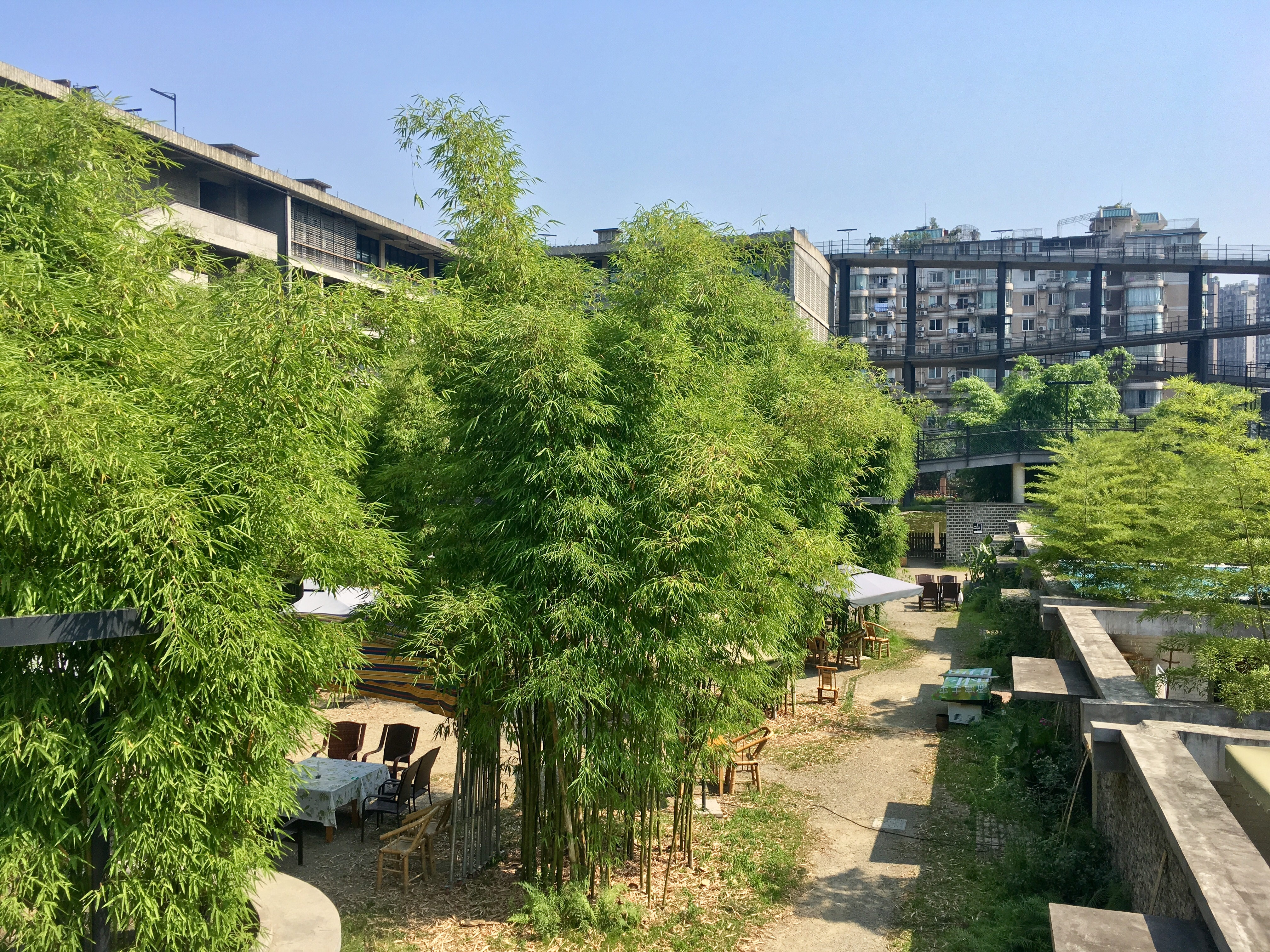
西村大院以茶馆为理念设计的竹林

西村大院在设计时通过借鉴四川盆地的元素，与常见商业综合体中心密度最高的设计相向而行，打造出建筑在四面围合，内部留出层层竹林与足球场的设计，强调“成都文化”、“未完成”与“生长性”。该综合体借鉴了计划经济时期社会主义国家常见的“大院”形式集体居住社区，希望借此形态营造出吸引周边住宅区居民、形成自发向心的社区氛围和完全自发生长的市井气息，从而创造出了多元、包容却又与城市的历史形成呼应的社区综合体。
建筑在设计上强调功能主义，混凝土的骨架经络直接暴露在外，形成一种客观性的风格。建筑使用断砖和大孔砖砌墙，将地面直接留为沙土小径，甚至在外墙暴露钢筋，从而营造出了一种“未完成感”。建筑通过不同纹理的材料（采用手工竹胶板为模板的清水混凝土、螺纹钢筋、再生砖、碎瓷片等）实现了细节的多样化与环境的“郊野化”，也完善了刘家琨对其“低技建造”的理念。同时，建筑也给予了其中的租户高度自由化的空间，让租户成为塑造建筑形态的一个重要部分。合围的建筑部分拥有巨大的进深，实体商户退回到阳台后三米处，留下了光滑贯通与消退的外挑廊表面。建筑物的五层的高度各不相同，在第一、四、五层，刘家琨使用了5-6米高的大层高，以便商户自由加装夹层，也保证了这些高价值楼层的空间品质。大楼每层几乎全部采用立柱承重，确保能够灵活划分空间。但在给予租户极大自由性的同时，大楼在南北方向也设置了一条极其对称的中轴线，从北面对称的坡道跑道，到东西楼对称的廊道，再到南边的屋顶，严格遵守了中国古典建筑的对称和正统性。
建筑物中庭的竹林灵感来自成都传统茶馆的形态。建筑师通过竹林的设计，让院落跟成都本地文化建立起了强烈联系。庭院地面则直接使用沙土地、鹅卵石和红砂石铺就。竹林中分布有临时办公空间、未经过分雕琢的水池和竹林教室等空间，让庭院变成了人们公共活动的聚集场所。
整座建筑最引人注目的部分为屋顶的回廊跑道。跑道全长1.6公里，缠绕整座建筑，由廊桥、步道、跑道、外挂楼梯等部分连接起建筑的内院、屋顶和地下层。跑道周围的屋顶以水泥管、高速路隔网、碎瓷砖等“再生”材料建造树池、护栏和地面，通过“低技建造”营造出郊野感，也呼应了亭阁、观景台、长廊、观景塔等传统园林景观元素。

## 业态
西村大院包含了文化创意工作室、办公空间、社区绿地、足球场与跑道、餐饮、娱乐等多种业态。

## 评价与获奖
2016年WA中国建筑奖将西村大院评为城市贡献奖的优胜奖。评委认为大院：
|  | 以令人惊讶的创新手笔, 突破了时下流行的城市小区的平庸范式束缚, 创造出一种以社会主义大院与成都市井生活为集体记忆的空间背景、以及融合了大量当代生活要素的新型城市生活场景。 |

2016年，刘家琨设计的西村大院受邀作为第15届威尼斯建筑双年展主题馆，并且以西村大院为原型设计的装置艺术“人山人海：日常生活的欢庆”在威尼斯双年展中央馆参加策展人亚历杭德罗· 阿拉维纳主持的主题展：”来自前线的报告“。

2017年，刘家琨的西村大院等一系列作品在德国Aedes建筑论坛参与中德建交45周年系列活动。在活动中，中国驻德国大使馆公使及文化参赞陈平称：
|  | 刘家琨作为中国新一代建筑师中的佼佼者，建筑作品将中国传统文化与现代建筑元素结合，其在四川大地震后的‘再生砖’作品更充分体现人文关怀。 |